# Zuénoula
Zuénoula es un departamento de la región de Marahoué, Costa de Marfil. En mayo de 2014 tenía una población censada de 214 646 habitantes.
Se encuentra ubicado en el centro del país, junto a la orilla occidental de la presa de Kossou y del río Bandama.